# Sima Yi

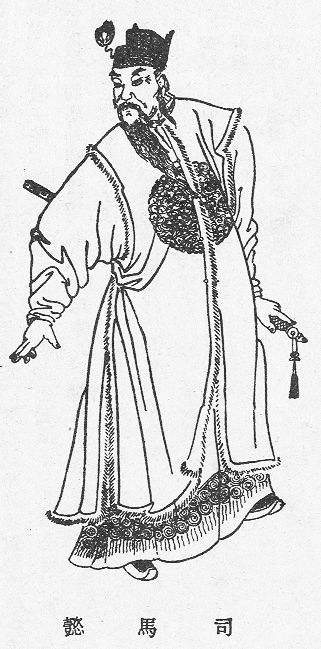
Sima Yi.

Sima Yi (179 — 7 de setembro de 251) foi um estrategista, general e político de Wei durante a era dos Três Reinos na China. Ele é conhecido por defender Cao Wei das expedições de Zhuge Liang ao norte. Seu sucesso e subsequente ascensão em proeminência pavimentaram o caminho para a fundação da Dinastia Jin por seu neto Sima Yan.
Na batalha contra os Shu percebendo uma provável emboscada de Zhuge Liang, colocou todas as suas tropas dispostas em uma formação de defesa fortíssima, porém, após a morte de Zhuge, as tropas de Shu se retiraram.
Após servir quatro gerações da família Cao, para tomar o controle da dinastia Wei e eventualmente torna-la dinastia Jin, derrotou Cao Shuang, porém morreu pouco tempo depois, e passou seu legado para Sima Shi e Sima Zhao.